# カルバート郡 (メリーランド州)
カルバート郡（英: Calvert County）は、アメリカ合衆国メリーランド州の郡である。東はチェサピーク湾に、西はパタクセント川に接している。人口は9万2783人（2020年）。郡庁所在地は国勢調査指定地域であるプリンスフレデリックであり、同郡で人口最大の町は、やはり国勢調査指定地域であるチェサピークランチエステイツである。法人化された町は2つある。郡名はイギリス領メリーランド植民地領主だったボルチモア男爵家の姓から採られた。カルバート郡の住民は世帯当たり収入が高い。
カルバート郡は、ワシントン・ボルチモア・北バージニア広域都市圏に含まれる。

## 歴史
1650年頃、後にカルバート郡となった地域はまず「チャールズ郡」として開拓された。現在西にあるチャールズ郡とは別のものである。1654年、枢密院勅令によって「パタクセント郡」と改名された。1658年、カルバート郡と改名された。州内ではセントメアリーズ郡、ケント郡、アナランデル郡に続き、古い方の郡である。
カルバート郡はかつてタバコ畑でほとんど出来上がっていた。現在は、首都ワシントンの近くにあって、準郊外部として急速に成長するようになってきた。過去10年間では住宅価格が4倍近くに跳ね上った。郡北半分の4寝室家屋の場合は平均して100万米ドル以上になった。週末を過ごすための人気ある町として、ソロモンズ、チェサピークビーチ、ノースビーチがある。
カルバート郡内には多くのアメリカ合衆国国家歴史登録財がある。

## 郡政府
カルバート郡、メリーランド州の伝統的な郡政府形態である郡政委員会が統治している。委員は5人である。
カルバート郡は民主党の著名な議員を選出してきた。最近ではアメリカ合衆国下院の院内幹事を務めるスティーニー・H・ホイヤーや、州上院議長のトマス・V・"マイク"・ミラー・ジュニアがいる。ただし、郡政委員は2013年時点で共和党が独占している。
カルバート郡はアメリカ合衆国下院の選挙では、州南部の郡と共にメリーランド州第5選挙区に属している。

## 地理
アメリカ合衆国国勢調査局に拠れば、郡域全面積は345.09平方マイル (893.8 km2)であり、このうち陸地215.17平方マイル (557.3 km2)、水域は129.91平方マイル (336.5 km2)で水域率は37.65%である。

### 気候
カルバート郡は温暖湿潤気候にある。夏は暑く湿度が高く、冬は温暖から冷涼であり、一年を通じてかなりの降水量がある。チェサピーク湾に接していることで、内陸に比べて気温を緩和する効果がある。

### 主要高規格道路
カルバート郡を通る幹線道としては、メリーランド州道4号線がある。ワシントンD.C.のペンシルベニア・アベニューとして始まり、プリンスジョージズ郡とアナランデル郡を通って郡内に入ってくる。郡内ではダンカークの北約3マイル (5 km)、ライアンズ・クリークのある北端から始まっている。サンダーランドで州道2号線（アナポリスから南に走る2車線道路）と出逢い、この2本は合流して州道2-4号線となる。さらに南のプリンスフレデリック、セントレナード、ラスビーに向かう。ソロモンズで2号線と4号線が分離し、2号線はソロモンズ中心街に向かい、4号線はガバナー・トマス・ジョンソン橋でパタクセント川を渡ってセントメアリーズ郡に入る。
州道2-4号線は郡内の大半でソロモンズ・アイランド道路と呼ばれている。プリンスフレデリックより南の区間は近年ルイス・ゴールドスタイン・ハイウェイと改名された。これはメリーランド州の元会計監査官であり、カルバート郡住人だったルイス・L・ゴールドスタインに因む命名である。
1970年代と1980年代、州道2-4号線は大きく拡張され、従来の2車線道路が4車線の中央分離帯がある道路となった。一部区間はルート変更され、旧道は州道765号線となった。セントレナードとソロモンズの間の最終工事区間は1988年に完工した。2009年、プリンスフレデリック内の区間が3車線に拡張され側道も追加された。
郡内のその他の主要道として次のものがある。
- メリーランド州道231号線、プリンスフレデリックから西にパタクセント川に向かい、ベネディクト橋でチャールズ郡に入る
- メリーランド州道260号線、カルバート郡とアナランデル郡の郡境にある高架インターチェンジに始まり、南東のチェサピークビーチに向かう。一部は4車線の中央分離帯がある道路である

### 隣接する郡
- アナランデル郡 - 北
- プリンスジョージズ郡 - 北西
- チャールズ郡 - 西
- ドーチェスター郡 - 東
- タルボット郡 - 東
- セントメアリーズ郡 - 南

## 経済
カルバート郡ラスビーにはカルバート・クリフス原子力発電所がある。
メリーランド大学環境科学センターに属するチェサピーク生態学研究所がソロモンズにある。
アメリカ合衆国海軍研究所がチェサピークビーチにある。
コーブポイントLNG基地がラスビーの近く、チェサピーク湾西岸にある。
パタクセント川海軍航空基地がカルバート郡のすぐ南、セントメアリーズ郡内にある。

### 主要雇用主
カルバート郡の2009年包括的財務報告書に拠れば、郡内の主要雇用主は次の通りである。
| 順位 | 雇用主                             | 従業員数 |
| ---- | ---------------------------------- | -------- |
| 1    | カルバート郡公共教育学区           | 2,264    |
| 2    | カルバート郡政府                   | 1,257    |
| 3    | カルバート記念病院                 | 1,057    |
| 4    | コンステレーション・エナジー       | 800      |
| 5    | ウォルマート                       | 500      |
| 6    | アーク・オブ・サザン・メリーランド | 455      |
| 7    | ジャイアント・フード               | 385      |
| 8    | セイフウェイ                       | 290      |
| 9    | チェサピークビーチ・リゾート&スパ  | 230      |
| 10   | リコーデッド・ブックス             | 230      |

## 人口動態
以下は2000年国勢調査による人口統計データである。
| 基礎データ - 人口: 74,563人 - 世帯数: 25,447 世帯 - 家族数: 20,154 家族 - 人口密度: 134人/km2（346人/mi2） - 住居数: 27,576軒 - 住居密度: 49軒/km2（128軒/mi2） 人種別人口構成（2000年統計、（ ）内は2010年統計） - 白人: 83.93% (81.4%、非ヒスパニック系は79.65%) - アフリカン・アメリカン: 13.11% (13.44%) - ネイティブ・アメリカン: 0.30% (0.37%) - アジア人: 0.88% (1.42%) - 太平洋諸島系: 0.03% (0.05%) - その他の人種: 0.49% (0.12%) - 混血: 1.27% (2.40%) - ヒスパニック・ラテン系: 1.52% (2.75%) 先祖による構成 - アイルランド系：15.5% - ドイツ系：15.0% - イギリス系：12.0% - アメリカ人：11.5% - イタリア系：7.1% | 年齢別人口構成 - 18歳未満: 29.6% - 18-24歳: 6.4% - 25-44歳: 31.7% - 45-64歳: 23.4% - 65歳以上: 8.9% - 年齢の中央値: 36歳 - 性比（女性100人あたり男性の人口） - 総人口: 97.3 - 18歳以上: 94.0 世帯と家族（対世帯数） - 18歳未満の子供がいる: 41.7% - 結婚・同居している夫婦: 64.8% - 未婚・離婚・死別女性が世帯主: 9.9% - 非家族世帯: 20.8% - 単身世帯: 16.3% - 65歳以上の老人1人暮らし: 5.7% - 平均構成人数 - 世帯: 2.91人 - 家族: 3.26人 収入と家計 - 収入の中央値 - 世帯: 65,945米ドル（2007年推計では88,989ドル） - 家族: 71,545米ドル（2007年推計では100,229ドル） - 性別 - 男性: 48,664米ドル - 女性: 32,265米ドル - 人口1人あたり収入: 25,410米ドル - 貧困線以下 - 対人口: 4.4% - 対家族数: 3.1% - 18歳未満: 5.1% - 65歳以上: 5.7% |

## 都市と町
郡内にはメリーランド州法の町が2つある。
1. チェサピークビーチ（1886年法人化）
2. ノースビーチ（1910年法人化）

### 未編入の町
未編入領域も「町」と考えられるが、政府は無い。アメリカ合衆国国勢調査局、アメリカ合衆国郵便公社、地元商工会議所など様々な組織がその町を定義している。法人化はされていないので、その境界が定義されていない。アメリカ合衆国国勢調査局は以下の国勢調査指定地域を登録している。
1. カルバートビーチ・ロングビーチ、（カルバートビーチとロングビーチの組み合わせ）
2. チェサピークランチエステイツ
3. ドラムポイント
4. ダンカーク
5. ハンティングタウン
6. ラスビー
7. オウィングス
8. プリンスフレデリック - 郡庁所在地
9. セントレナード
10. ソロモンズ

ダンカーク、ハンティングタウン、ラスビー、オウィングス、プリンスフレデリック、セントレナード、ソロモンズは全て郡政府から「タウンセンター」と指定されている。これらの町は法人化された政府を持たないが、地域分けのために、事業と住宅地域を取り巻く一定の領域を持っていることを意味している。「タウンセンター」指定の背景は、既存インフラのある確立された地域の中で新しい開発を行い、スプロール現象が起こらないようにすることである。「タウンセンター」概念の実行により、過去20年間で指定された「タウンセンター」外側の田園部や農地の保存に成功し、利口な成長戦略の好例となっている。
その他の未編入領域として次の町がある。
1. バーストウ
2. ブルームズアイランド
3. デアズビーチ
4. ダウェル
5. ローワーマルボロ
6. ポートレパブリック
7. サンダーランド

## 教育
カルバート郡の公共教育はカルバート郡公共教育学区が管轄している。小学校13校、中学校6校、高校4校、職業訓練校1校、その他さまざまな施設で構成されている。

## 著名な出身者
- トム・クランシー、小説家
- ロジャー・トーニー、アメリカ合衆国最高裁判所長官、「ドレッド・スコット対サンフォード事件」の判決を下した
- トマス・ジョンソン、メリーランド州として最初に選挙で選ばれた州知事、大陸会議代議員、アメリカ合衆国最高裁判所陪席判事
- マーガレット・テイラー、ザカリー・テイラー大統領の妻、ファーストレディ
- ブレット・セシル、メジャーリーグベースボール選手、トロント・ブルージェイズ

## 大衆文化の中で
カルバート郡は幾つかの映画やテレビ番組の舞台になってきた。クリント・イーストウッドが主演した1993年の映画『ザ・シークレット・サービス』の冒頭シーンはセントレナードのフラッグハーバー・マリーナで撮影された。近年では、truTVネットワークの「スピーダーズ」や、MTVの「Busted」などリアリティ番組で、カルバート郡保安官事務所が使われた。